# 弱小火绒草
弱小火绒草（学名：Leontopodium pusillum）为菊科火绒草属的植物。分布在锡金以及中国大陆的青海、新疆、西藏、东北等地，生长于海拔3,500米至5,000米的地区，见于高山雪线附近的草滩地、盐湖或石砾地，目前尚未由人工引种栽培。